# نایت‌استار (کمیک)
نایت‌استار (به انگلیسی: Nightstar) با نام اصلی ماری گریسون، یک شخصیت خیالی در کتاب‌های کامیک آمریکایی منتشر شده توسط دی‌سی کامیکس است. این شخصیت توسط نویسنده مارک وید و طراح الکس راس خلق شده است که برای نخستین بار در شمارهٔ ۱ از مجموعه محدود کینگدم کام (مه ۱۹۹۶) حضور پیدا کرد. نایت‌استار دختر شخصیت‌های استارفایر و دیک گریسون/نایت‌وینگ در دنیای جایگزین (زمین-۲۲) است. او یکی از اعضای تیم آوت‌سایدرز به رهبری بتمن، و همچنین تایتان‌های نوجوان به‌شمار می‌رود.

## توانایی‌ها و قدرت‌ها
نایت‌استار همانند مادرش و برخورداری از فیزیولوژی سیارهٔ تاماران، قادر به پرواز، جذب و شلیک انرژی، قدرت ابرانسانی و شلیک استاربولت از دست‌های خود می‌باشد. او دارای چشمانی سبز رنگ و فاقد مردمک است.